# Landelijke fietsroute 29
De LF29 was een LF-route in Nederland en België tussen Sluis en Antwerpen, een route van ongeveer 95 kilometer. Het fietspad was een verbinding tussen de LF1 bij Sluis en de LF2 in Antwerpen. De route werd onderweg gekruist door de LF39, LF30 en de LF5. 